# Poecile superciliosus
Poecile superciliosus е вид птица от семейство Paridae. 
Видът е ендемичен за планинските гори на Източен Китай и Тибет.